# Distretto di Dongsheng
Il distretto di Dongsheng (东胜区S, Dōngshèng QūP) è un distretto della Cina, appartenente alla regione autonoma della Mongolia Interna e amministrato dalla prefettura di Ordos.